# Kazuhisa Irii
Kazuhisa Irii (入井 和久 Irii Kazuhisa?), född 18 oktober 1970 i Ibaraki prefektur, är en japansk tidigare fotbollsspelare.
Irii började sin karriär 1989 i Honda FC. Efter Honda FC spelade han för Kashima Antlers, Kashiwa Reysol och Brummell Sendai. Han avslutade karriären 1997.